# هارك! ذا هيرالد أنجلس سينغ

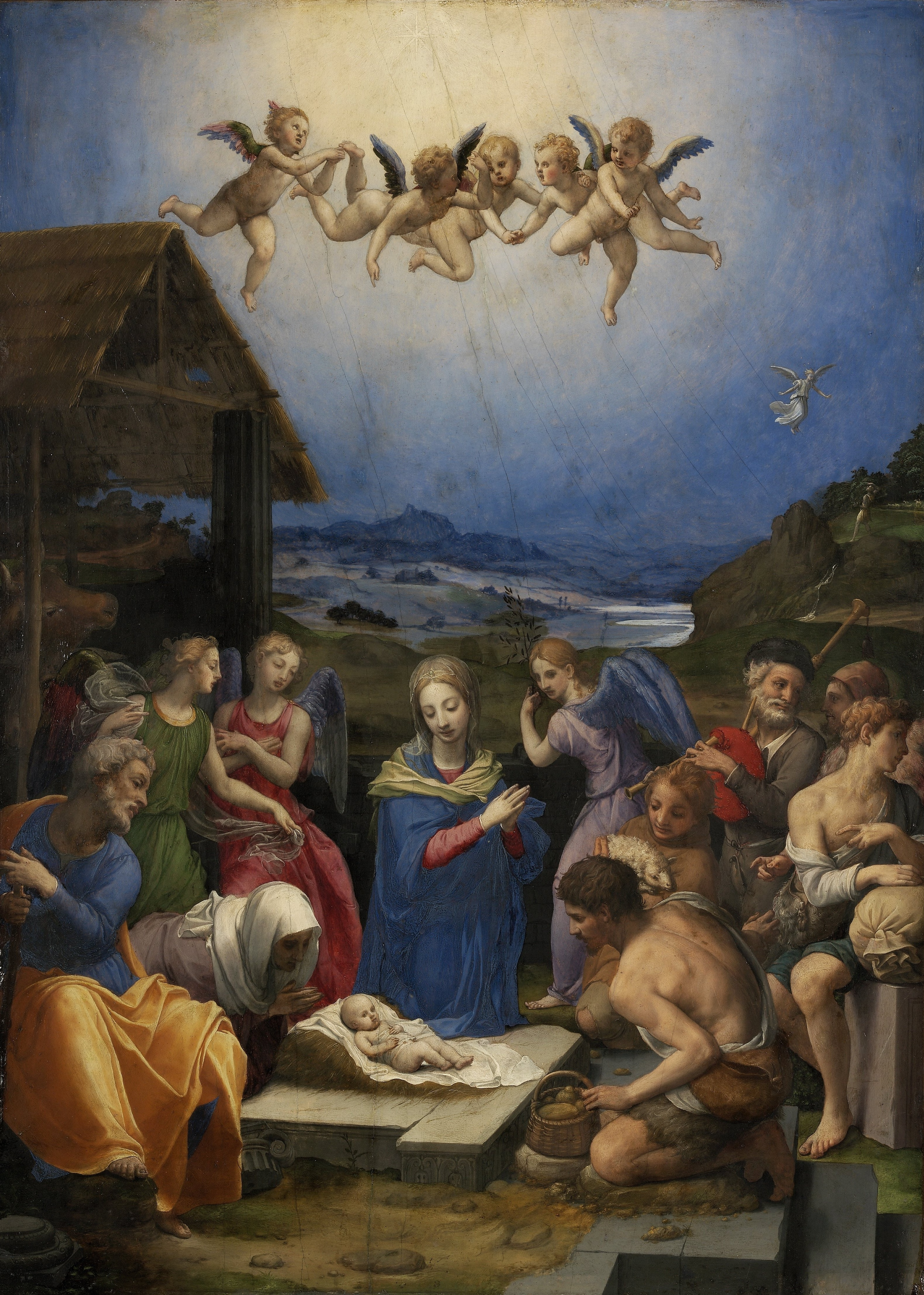

هارك! ذا هيرالد أنجلس سينغ هي ترنيمة عيد الميلاد إنجليزية من سنة 1739 وهي من كتابة تشارلز ويسلي، تم تلحين الترنيمة بعد ذلك عن طريق الملحن الألماني فيلكس مندلسون في سنة 1840، وتتميز هذه الترنيمة بهدوئها الموسيقي، ويفتتح ويسلي الترنيمة بعبارة المجد لملك الملوك.